# Vernoux
Vernoux – miejscowość i gmina we Francji, w regionie Owernia-Rodan-Alpy, w departamencie Ain.

## Demografia
Według danych na rok 1990 gminę zamieszkiwało 148 osób, a gęstość zaludnienia wynosiła 14,5 osób/km². W styczniu 2012 r. Vernoux zamieszkiwało 321 osób, przy gęstości zaludnienia 31,5 osób/km².